# Stillwater (Oklahoma)
Stillwater is een stad (city) in de Amerikaanse staat Oklahoma en valt bestuurlijk gezien onder Payne County. De stad huisvest een van de vestigingen van Oklahoma State University die er de grootste werkgever en landeigenaar is. 

## Demografie
Bij de volkstelling in 2000 werd het aantal inwoners vastgesteld op 39.065.
In 2006 is het aantal inwoners door het United States Census Bureau geschat op 44.818, een stijging van 5753 (14,7%).

## Geografie
Volgens het United States Census Bureau beslaat de plaats een oppervlakte van 73,3 km², waarvan 72,1 km² land en 1,2 km² water.

## Geboren
- Irene Miracle (1954), actrice, regisseur en producer
- Sam Saletta (1984), acteur, muzikant en songwriter
- Kim Little (1970), actrice
- James Marsden (1973), acteur
- Wyatt Flores (2001), muzikant en songwriter

## Plaatsen in de nabije omgeving
De onderstaande figuur toont nabijgelegen plaatsen in een straal van 24 km rond Stillwater.